# Daniel Rabinovich
Daniel Rabinovich (Buenos Aires, 18 de noviembre de 1943-21 de agosto de 2015) fue un músico, actor y humorista argentino, integrante del grupo musical y humorístico argentino  "Les Luthiers" .

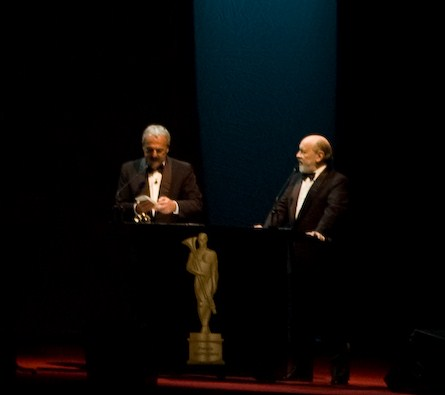
Daniel Rabinovich con Marcos Mundstock.

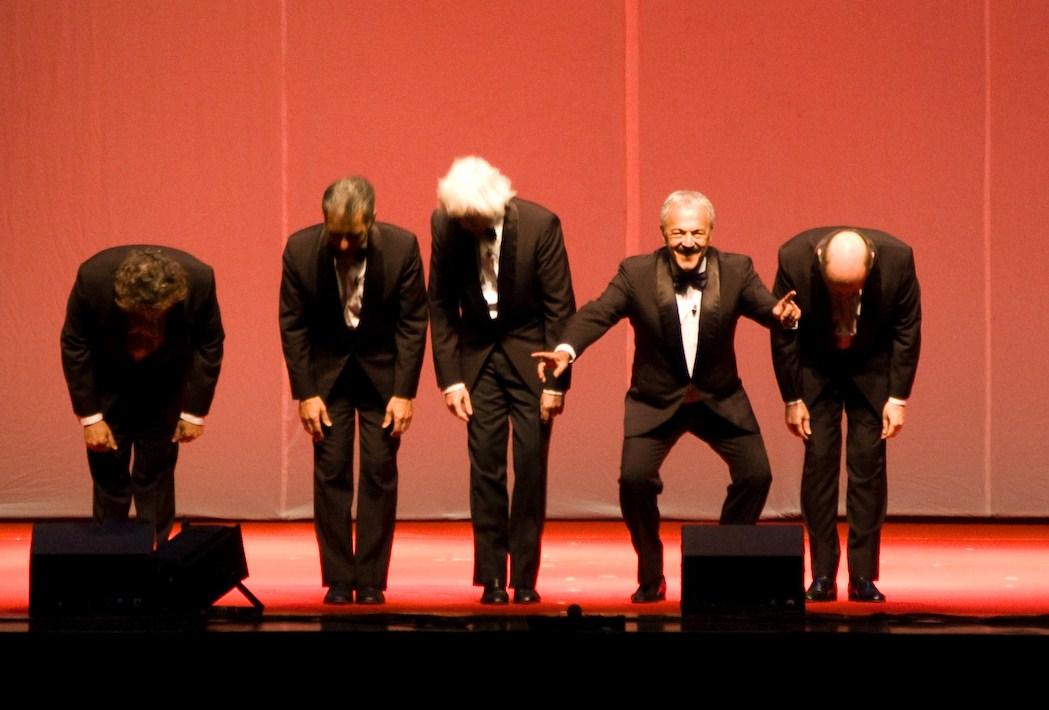
Inicio del recital de Les Luthiers titulado Los Premios Mastropiero, con una reverencia protocolar de todos los miembros del grupo salvo de Rabinovich, que destaca por su expresión histriónica.

## Biografía
En 1969 se graduó como escribano público, profesión que ejerció durante tres años. Perteneció al grupo Les Luthiers desde su fundación en 1967. Tocaba la guitarra, el violín e instrumentos de percusión, tales como el bombo legüero  y la batería, además de instrumentos informales como el "bass-pipe a vara" o el "calephone". En 2012 se le concedió la nacionalidad española. Dueño de un gran carisma y sentido del humor, sus intervenciones en las actuaciones de Les Luthiers solían ser hilarantes.

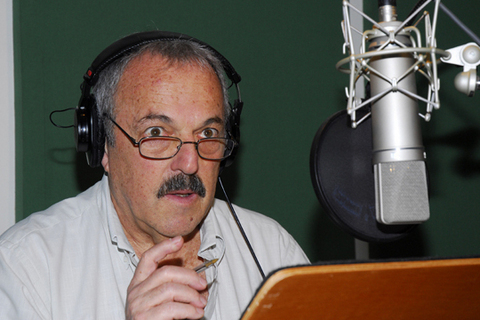
Daniel Rabinovich en el estudio de grabación (2008)

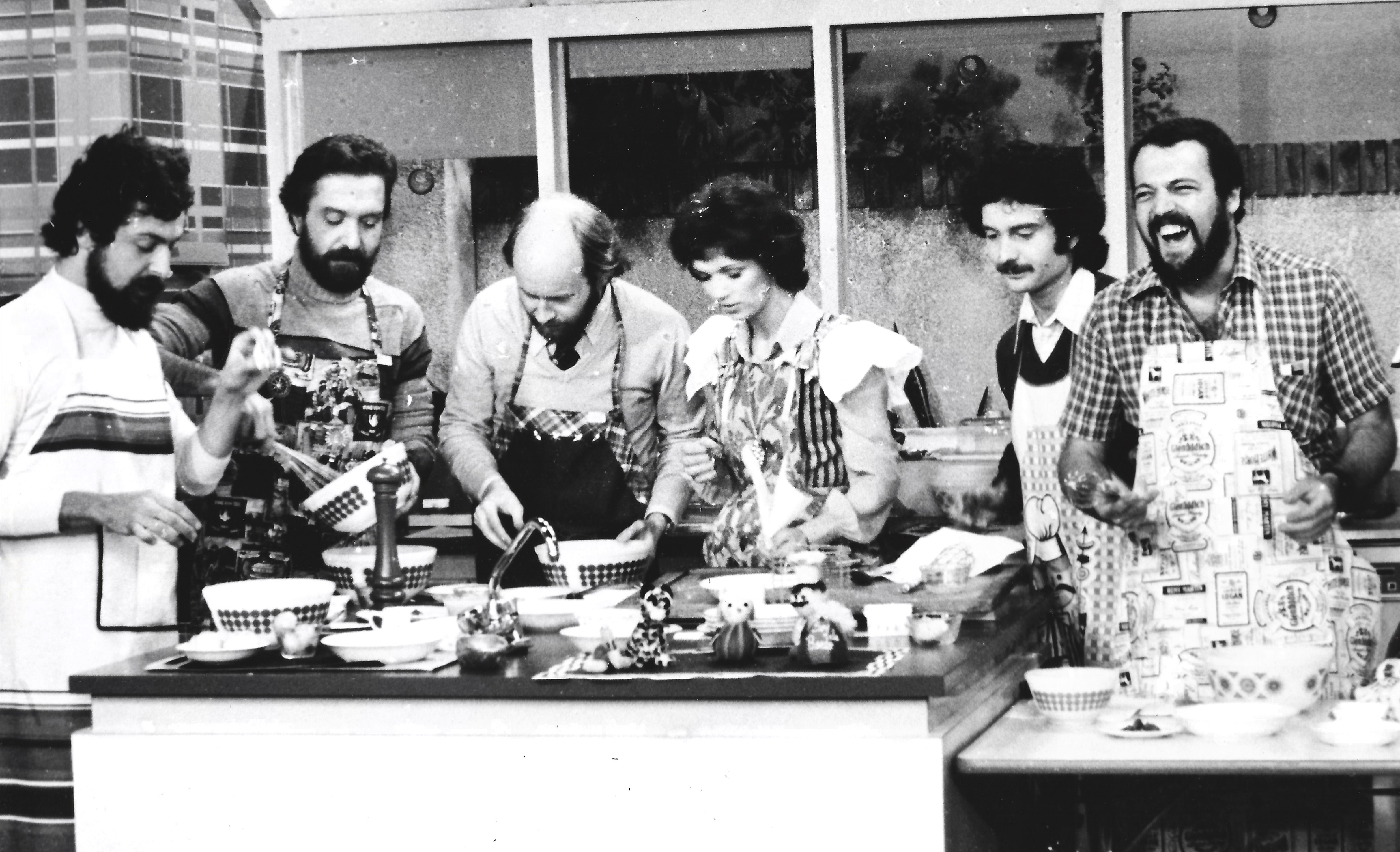
Algunos miembros de Les Luthiers en el programa "Con Canela", que salía en TV en 1978. De izquierda a derecha: Núñez Cortés, Acher, Mundstock, Canela, Maronna y Daniel Rabinovich.

## Salud y fallecimiento
En diciembre de 2012, mientras Les Luthiers se encontraba de gira por Uruguay, sufrió un infarto agudo de miocardio que lo dejó fuera en las últimas presentaciones. Falleció el 21 de agosto de 2015, a los 71 años.

## Instrumentos que tocaba

#### Informales
- alt-pipe a vara
- bass-pipe a vara
- Gaita de cámara
- calephone
- latín
- contrachitarrone da gamba
- guitarra dulce
- bocineta
- yerbomatófono
- corneta de asiento

#### Formales
- bajo eléctrico
- batería
- bombo legüero
- conga
- flauta
- guitarra
- melódica
- rototom
- sintetizador
- sousafón
- tanpura
- redoblante
- timbales
- trombón
- vibraslap
- kazoo

## Libros
| Título del libro      | Editorial            | Ciudad  | Año  | ISBN               |
| --------------------- | -------------------- | ------- | ---- | ------------------ |
| Cuentos en serio      | Ediciones de la Flor | Bs. As. | 2003 | ISBN 950-515-191-8 |
| El silencio del final | Ediciones de la Flor | Bs. As. | 2004 | ISBN 950-515-194-2 |

## Cine
| Cine | Cine                      | Cine                              | Cine              |
| Año  | Título                    | Rol                               | Dirección         |
| ---- | ------------------------- | --------------------------------- | ----------------- |
| 1983 | Espérame mucho            | Rissatti                          | Juan José Jusid   |
| 2007 | Cine negro                | Entrevistado                      |                   |
| 2007 | ¿Quién dice que es fácil? | Simón                             | Juan Taratuto     |
| 2008 | Bolt                      | Voz de paloma, versión en español |                   |
| 2011 | Mi primera boda           | Rabino                            | Ariel Winograd    |
| 2012 | Extraños en la noche      | Héctor                            | Alejandro Montiel |
| 2015 | Papeles en el viento      | Armando Prieto                    | Juan Taratuto     |

## En televisión

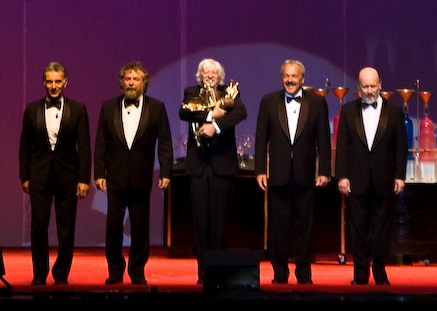
Final del recital de Les Luthiers titulado Los Premios Mastropiero.
Daniel Rabinovich se ubica en segundo lugar desde la derecha.

Participó de ciclos de humor:
| Año  | Título                                      | Canal     | Notas                                 |
| ---- | ------------------------------------------- | --------- | ------------------------------------- |
| 1989 | Peor es nada                                | Canal 13  | Con Jorge Guinzburg y Horacio Fontova |
| 1991 | Juana y sus hermanas                        | Canal 13  |                                       |
| 1996 | Continuará                                  |           |                                       |
| 1996 | Leche                                       | Canal UNO | Director Bernardo Romero Pereiro      |
| 1999 | La Argentina de Tato                        | Canal 13  | Dan Nenetko                           |
| 2001 | Tiempo final                                | Telefe    | Ep: "Huéspedes"                       |
| 2006 | Algo habrán hecho por la historia argentina | Canal 13  | Con Felipe Pigna y Mario Pergolini    |
| 2011 | Recordando el show de Alejandro Molina      |           |                                       |

También en las series:
| Año  | Título   | Canal  | Notas              |
| ---- | -------- | ------ | ------------------ |
| 2012 | La dueña | Telefe | con Mirtha Legrand |